# Luke Plange
Luke Elliot Plange (Kingston upon Thames, 4 november 2002) is een Engels voetballer die door Crystal Palace wordt uitgeleend aan Lincoln City.

## Clubcarrière

### Arsenal FC
Plange begon met voetballen bij Feltham Whites, waar hij al gauw werd opgemerkt door scouts van Chelsea FC, Queens Park Rangers, Crystal Palace, Fulham FC en Arsenal FC. Plange koos voor deze laatste club.

### Derby County
In maart 2021 raakte bekend dat hij zou overstappen naar Derby County. Daar maakte hij op 4 december 2021 zijn officiële debuut in het eerste elftal van de club: in de competitiewedstrijd tegen Bristol City (1-0-verlies) liet trainer Wayne Rooney hem tijdens de rust invallen voor Liam Thompson. Een week later kreeg hij een basisplaats in de competitiewedstrijd tegen Blackpool FC en bedankte hij met het enige doelpunt in de 1-0-zege.

### Crystal Palace
Op 31 januari 2022, een dag nadat hij tegen Birmingham City zijn derde doelpunt in de Championship scoorde, ondertekende hij een contract van drieënhalf jaar bij Crystal Palace. De club liet hem wel nog het seizoen uitdoen bij Derby County. Op de 42e competitiespeeldag scoorde hij zijn vierde doelpunt voor Derby County, waarmee hij zijn club aan een 2-1-zege tegen Fulham FC hielp. Het kon de club niet helpen om de degradatie af te wenden: Derby County eindigde door een aftrek van 21 punten op een voorlaatste plaats in de Championship, waardoor het naar de League One degradeerde.

#### RWDM (huur)
In augustus 2022 werd Plange samen met Jake O'Brien uitgeleend aan RWDM, de Belgische tweedeklasser waar Crystal Palace-aandeelhouder John Textor meerderheidsaandeelhouder is. Op 11 september 2022 maakte Plange zijn officiële debuut voor RWDM. De Engelsman was meteen van goudwaarde voor zijn nieuwe club: in de competitiewedstrijd tegen KMSK Deinze viel hij in bij een 1-0-achterstand, maar dankzij een assist en een goal van Plange won RWDM uiteindelijk nog met 1-2.
Plange slaagde er evenwel niet in om zijn goede start door te trekken. Op 13 november 2022 startte hij, na tien basisplaatsen op rij in alle competities, tegen Lommel SK voor het eerst op de bank. Nadien volgde nog maar één basisplaats: op 3 december 2022 startte hij tegen Club NXT (0-2-verlies) op de bank en werd hij tijdens de rust gewisseld. Eind januari 2023 werd de uitleenbeurt van Plange aan RWDM vroegtijdig stopgezet. Plange klokte bij RWDM af op twee doelpunten twee assists: de Engelsman scoorde ook in de 2-0-zege van RWDM tegen Beerschot VA op 8 oktober 2022, en in de 1-4-zege tegen SL 16 FC een week later was hij goed voor een assist.

#### Lincoln City (huur)
Crystal Palace leende Plange na zijn vroegtijdige vertrek bij RWDM meteen opnieuw uit, ditmaal aan de Engelse derdeklasser Lincoln City.

## Interlandcarrière
Plange werd in maart 2022 voor het eerst opgeroepen voor de Engelse nationale jeugdploegen: Andy Edwards, bondscoach van Engeland –20, riep hem op voor de jeugdinterlands tegen Polen en Duitsland. Plange kwam in alle twee deze jeugdinterlands in actie als invaller.